# Российский государственный гидрометеорологический университет
Российский государственный гидрометеорологический университет (РГГМУ, Гидромет) — старейшее и единственное в России высшее учебное заведение гидрометеорологического профиля. Образован 23 июля 1930 года в Москве, а в 1944 году переведён в Ленинград.

## История
В июне 1930 года Постановлением ЦИК и Совета Народных Комиссаров СССР № 237 от 23 июля 1930 года на базе геофизического отделения физического факультета МГУ был создан Московский гидрометеорологический институт.
Институт был размещён в здании геофизической обсерватории Московского университета на Красной Пресне (Большевистская улица, 13), имел два факультета: метеорологический и гидрологический, на которых учились около 100 студентов.
В институт входили также техникум в Салтыковке, затем в Кучино, где стал самостоятельным учебным заведением и рабфак (в Калинине). Первым директором института стал В. А. Белинский, его заместителем был Б.П. Орлов.
В 1931 году в институте училось порядка 500 студентов, в течение первого года было проведено четыре приёма (через каждые три месяца), лекции читали известные советские учёные: В. В. Шулейкин, Н. Н. Зубов, М. А. Великанов, Е. В. Близняк, Н. П. Суворов, С. С. Ковнер, Б. А. Аполлов.
В 1944 году институт был переведён в Ленинград и был переименован в Ленинградский гидрометеорологический институт, в 1992 году был переименован в Российский государственный гидрометеорологический институт (РГГМИ), а в 1998 году получил статус университета. 
- В 2000 году — на базе Туапсинского гидрометеорологического техникума открывается первый филиал университета.
- В 2001 году — открывается второй филиал университета на базе Ростовского техникума.
- В 2003 году — образован экономический и социально-гуманитарный факультет.
- В 2006 году — университет подписал «Великую хартию университетов».
- В 2009 году — РГГМУ был включён в реестр Торгово-промышленной палаты Российской Федерации. Достижения университета в области развития гидрометеорологического образования и научных исследований позволили вузу пройти сертификацию и получить свидетельство, подписанное Президентом Торгово-промышленной палаты РФ Е. М. Примаковым.
- В 2010 году — по итогам внешнего инспекционного аудита университет получил сертификаты соответствия системы менеджмента качества требованиям национальной системе стандартов ГОСТ Р ИСО 9001-2008 и международной системе стандартов ISO 9001:2008.
- В 2010 году — РГГМУ учредил свой фонд целевого капитала «ЭндауМет».
- В 2011 году — в университете основан факультет информационных систем и геотехнологий.
- В 2014 году — скончался ректор РГГМУ Лев Николаевич Карлин, руководивший ВУЗом более 25 лет.
- В 2015 году — в результате назначения и. о. ректора РГГМУ Валерия Леонидовича Михеева было полностью сменено руководство университета (ректорат), управлявшее ВУЗом в течение последних 10 лет.
- В 2015 году — в соответствии с приказом Минобрнауки России от 18.08.2015 г. № 858 «О реорганизации федерального государственного бюджетного образовательного учреждения высшего профессионального образования «Российский государственный гидрометеорологический университет» и федерального государственного бюджетного образовательного учреждения высшего профессионального образования «Государственной полярной академии» 10.12.2015 года ФГБОУ ВПО «Государственная полярная академия» присоединена к ФГБОУ ВО «Российский государственный гидрометеорологический университет».
- В 2016 году — по результатам проведения мониторинга эффективности деятельности образовательных организаций высшего образования, проводимым Министерством образования и науки РФ, уровень по сумме всех показателей за 2015 г. упал по сравнению с 2014 г. на 25,6 %. РГГМУ хотя и остался числиться эффективным ВУЗом, но один из параметров по которому оценивается эффективность достиг порогового значения[6].
- В 2017 году приказом ректора, Валерия Михеева, ликвидирован старейший факультет Университета — океанологический. Кафедра океанологии присоединена к Институту информационных систем и геотехнологий (ИСиГТ).
- В 2019 на базе Гидрологического и бывшего Океанологического факультетов создан объединённый Институт гидрологии и океанологии (ИГиО).

## Общая информация
В университете действуют 4 факультета (метеорологический, гидрологический, экологический факультет, гидрометеорологического обеспечения экономико-управленческой деятельности в отраслях и комплексах) и три института (Институт информационных систем и геотехнологий, Институт гидрологии и океанологии, Институт «Полярная академия»), а также филиал в Туапсе.
До 2017 года действовал филиал в Ростове-на-Дону (закрыт) и Океанологический факультет (ликвидирован и переведён в созданный на базе факультета Информационных систем и геотехнологий институт с одноимённым названием).
РГГМУ является базовым вузом России в области гидрометеорологии. На основе вуза создано учебно-методическое объединение (УМО). В это объединение входят вузы страны, а также университеты и институты стран Центральной Европы и СНГ. Задачей УМО является координация действий вузов по подготовке специалистов, отвечающих современному уровню развития науки.

### Рейтинг вуза
На конец 2017 года, по результатам мониторинга года, Российский государственный гидрометеорологический университет занимает 125 место среди вузов РФ и 16 место среди вузов Санкт-Петербурга.
До объединения с Полярной академией РГГМУ показывал следующие результаты:
- Координационно-аналитический центр содействия трудоустройству выпускников учреждений профессионального образования провёл мониторинг вузовских центров содействия занятости молодёжи в 2011 году. По результатам мониторинга Российский государственный гидрометеорологический университет занял 12 место среди вузов РФ, из числа вузов Санкт-Петербурга — 3 место.
- РГГМУ вошёл в число 56 ведущих вузов Российской Федерации, участвующих в эксперименте по государственной поддержке предоставления льготных образовательных кредитов студентам вузов в период с 15 июня 2010 года по 31 декабря 2013 года.
- По результатам рейтинга государственных вузов России в 2010 году РГГМУ занял 141 место из 1527 российских вузов в общем рейтинге, 23 место из 94 вузов Санкт-Петербурга.
- По результатам рейтинга качества приёма в российские вузы в 2012 году, проведённого РИА Новости и Высшая школа экономики (НИУ ВШЭ), РГГМУ занимает 12 позицию со средним баллом зачисления абитуриентов 60,8 среди вузов Санкт-Петербурга.
- По результатам мониторинга прозрачности российских вузов для абитуриентов в период приёмной кампании в 2012 году, который проводился Общественной палатой России и РИАН в рамках совместного проекта «Показатели качества вузов», РГГМУ занял 7 место.
- РГГМУ в РИНЦ: Индекс Хирша — 15, общее число публикаций за последние 5 лет — 905, число цитирования — 439. РГГМУ занимает 424 место в рейтинге российских научно-исследовательских организаций по количеству публикаций за 5 лет (2007—2011 гг.).

## Ректоры университета
Первый директор и один из основателей Института — Белинский Василий Алексеевич.
- Морозов П. Н.
- Алекин, Олег Александрович (1964—1971 гг.)
- Доронин Юрий Петрович
- Смирнов Николай Павлович
- Карлин, Лев Николаевич (1989—2014 гг.)
- Сакович Владимир Михайлович (врио ректора 2014—2015 гг.)
- Михеев Валерий Леонидович (2015 — н. в.)

## Объединение с Государственной полярной академией и последствия

### Хронология событий
- 12 ноября 2014 года после смерти ректора РГГМУ Льва Николаевича Карлина, и. о. становится первый проректор РГГМУ (проректор РГГМУ по учебной работе) Владимир Михайлович Сакович, одновременно с этим происходят незначительные перестановки в ректорате университета.
- В период конца 2014 года и начала 2015 года, и. о. ректора Государственной Полярной академии Валерием Леонидовичем Михеевым[9] ведутся переговоры с Министерством образования и науки РФ об объединении РГГМУ и ГПА с назначением В. Л. Михеева руководителем объединённого ВУЗа[10].
- 8 мая 2015 года решением министра образования, Дмитрия Викторовича Ливанова, и. о. ректора РГГМУ назначается В. Л Михеев.
- 12 мая 2015 года В. Л. Михеев официально становится и. о. ректора РГГМУ.
- Май 2015 В. Л. Михеев отправляет в отставку старый состав ректората университета (часть проректоров была уволена), одновременно с этим в новый ректорат назначаются лица близкие к В. Л. Михееву — друзья и партнёры по бизнесу. В том числе Иван Ильич Мушкет бывший офицер МВД, и чиновник имеющий три судимости.
- Август 2015 года Министерство образования и науки РФ, публикует приказ об объединении ГБОУ ВПО РГГМУ и ГБОУ ВПО ГПА, которое должно быть полностью проведено к концу 2015 года.
- 10 декабря 2015 года ГПА де-юре прекратила существование как самостоятельное юридическое лицо.
- 2016 год продолжается реструктуризация структурных подразделений как дублирующих (общеобразовательные кафедры, управления), так и уникальных.

### Последствия
- В результате слияния РГГМУ и ГПА площади РГГМУ увеличились в два раза.
- Общее количество студентов увеличилось на 25 %. Но в 2017 году набор на все направления объединённого ВУЗа стал меньше количества поступивших в РГГМУ в 2014 году.
- Назначенный МинОбром и. о. ректора и его команда за прошедший с момента назначения год не показала себя эффективными управленцами.
- Существенно упала оценка РГГМУ по результатам мониторинга.
- В ВУЗе низкий уровень заработной платы профессорско-преподавательского состава (относительно среднего по Санкт-Петербургу)
- Сократилось количество внебюджетных источников.
- Закрыты отдельные направления подготовки на внебюджете.
- Сокращено количество и продолжительность полевых практик.
- В ВУЗе не было выполнено главное предписание Минобра В. Л. Михееву — разобраться с коррупцией и финансовыми махинациями.
- С 2016 года закрыта бюджетная аспирантура[11].
- Уволились или были уволены многие сотрудники, в том числе из числа профессорско-преподавательского состава.
- Существенно ухудшились бытовые условия в учебных корпусах и общежитиях (экономия на уборщицах, пожар в общежитии, экономия на приобретении электрических ламп и т. п.).
- Не обновляется учебное оборудование.
- Руководство вуза занимается нелегальным сыском недовольных, к которым применяются различные методы устрашения, вплоть до физических угроз.
- Управленческий аппарат объединённого вуза вырос более чем в три раза.
- Многие выпускники 2016 года из-за разногласий руководства не получили документ об окончания ВУЗа.
- Вместо рекомендованной Министерством образования реорганизации, закрыт филиал РГГМУ в г. Ростове-на-Дону, единственное на юге России профильное высшее учебное заведение, готовившее метеорологов и гидрологов.
- В 2017 году стоимость обучения на хозрасчётных отделениях РГГМУ выросла в 2—2,5 раза по сравнению с 2016 годом.
- В результате реструктуризации под угрозой закрытия оказался самый старейший факультет РГГМУ, на котором осуществляется подготовка специалистов океанологов.
- В ноябре — декабре 2017 года упразднена должность проректора по учебной работе.
- Произошло существенное сокращение количества поступивших на хозрасчётные отделения.
- Снизился общий уровень абитуриентов.

## Аккредитованные образовательные программы
По данным Реестра организаций, осуществляющих образовательную деятельность по имеющим государственную аккредитацию образовательным программам, высшего профессионального образования, на 07.05.2013 в РГГМУ имеются следующие образовательные программы имеющие государственную аккредитацию:
| Код УГС | Наименование УГС                                                              | Код    | Наименование                                             | Наименование квалификации              | Подуровень   |
| ------- | ----------------------------------------------------------------------------- | ------ | -------------------------------------------------------- | -------------------------------------- | ------------ |
| 010000  | Физико-математические науки                                                   | 010700 | Физика                                                   | Бакалавр физики                        | Бакалавриат  |
| 020000  | Естественные науки                                                            | 020600 | Гидрометеорология                                        | Бакалавр гидрометеорологии             | Бакалавриат  |
| 020000  | Естественные науки                                                            | 020800 | Экология и природопользование                            | Бакалавр гидрометеорологии             | Бакалавриат  |
| 080000  | Экономика и управление                                                        | 080500 | Менеджмент                                               | Бакалавр менеджмента                   | Бакалавриат  |
| 020000  | Естественные науки                                                            | 022000 | Экология и природопользование                            | Магистр                                | Магистратура |
| 280000  | Безопасность жизнедеятельности, природообустройство и защита окружающей среды | 280400 | Прикладная гидрометеорология                             | Магистр                                | Магистратура |
| 020000  | Естественные науки                                                            | 020601 | Гидрология                                               | Инженер                                | Специалитет  |
| 020000  | Естественные науки                                                            | 020602 | Метеорология                                             | Инженер                                | Специалитет  |
| 020000  | Естественные науки                                                            | 020603 | Океанология                                              | Инженер                                | Специалитет  |
| 020000  | Естественные науки                                                            | 020804 | Геоэкология                                              | Геоэколог                              | Специалитет  |
| 030000  | Гуманитарные науки                                                            | 030602 | Связи с общественностью                                  | Специалист по связям с общественностью | Специалитет  |
| 080000  | Экономика и управление                                                        | 080109 | Бухгалтерский учёт, анализ и аудит                       | Экономист                              | Специалитет  |
| 080000  | Экономика и управление                                                        | 080502 | Экономика и управление на предприятии природопользования | Экономист-менеджер                     | Специалитет  |
| 080000  | Экономика и управление                                                        | 080507 | Менеджмент организации                                   | Менеджер                               | Специалитет  |
| 080000  | Экономика и управление                                                        | 080801 | Прикладная информатика (по областям)                     | Информатик экономист                   | Специалитет  |
| 090000  | Информационная безопасность                                                   | 090106 | Информационная безопасность телекоммуникационных систем  | Специалист по защите информации        | Специалитет  |
| 180000  | Морская техника                                                               | 180304 | Морские информационные системы и оборудование            | Морской инженер                        | Специалитет  |

### Специальности, не имеющие государственной аккредитации
Специальность 43.03.02. «Туризм» не имеет государственной аккредитации, о чём 21.07.2015, Рособрнадзором принято решение в отказе государственной аккредитации. В связи с отсутствием государственной аккредитации специальности «туризм» в РГГМУ, документы государственного образца о присвоении квалификации «бакалавр туризма», выпускникам 2015 года не выдавались.

## Студенческий спорт
Вуз является участником чемпионатов в рамках розыгрыша Кубка Вузов.
В РГГМУ организован студенческий спортивный клуб «Стихия» (действует с 2015 года), объединяющий отдельные спортивные секции. В течение многих лет, наивысшие результаты были у сборных команд по дзюдо, настольному теннису, плаванию.
По результатам 2015 года проводимым Комитет по физической культуре и спорту Санкт-Петербурга РГГМУ (без учёта ГПА) участвовал в 29 соревнованиях проводимых в рамках Чемпионата ВУЗов Санкт-Петербурга. При этом были завоёваны 2 золотых и одна серебряная медаль. А по итогам чемпионатов в общекомандном зачёте было получено 19 место.

## Скандал с участием в конкурсе по поддержке студенческих объединений
С ноября 2014 года в ВУЗе складывается скандальная ситуация относительно финансовых махинаций. Без согласования со студенческим сообществом и без созданного Объединённого совета обучающихся (ОСО), была подана заявка на участие в конкурсе по поддержке деятельности студенческих объединений. Запрашиваемая сумма составляла 9,5 млн рублей. После многочисленных жалоб от лица студентов в Министерство образования и науки РФ, размер финансирования был уменьшен до 5 млн рублей, но нарушения в области требования условиям конкурса (наличие действующего ОСО) устранены не были. В настоящее время материалы по данному факту переданы в правоохранительные органы. Решением Департамента государственной политики в сфере воспитания детей и молодёжи Министерства образования и науки Российской Федерации от 05.10.2016 года, Российскому государственному гидрометеорологическому университету отказано в праве участвовать в конкурсе программ развития деятельности студенческих объединений (ПРДСО) на 2016 год (запрашиваемая сумма двенадцать миллионов рублей), в связи с не представлением протокола о создании объединённого совета обучающихся, а также в связи с тем, что в отношении должностных лиц образовательной организации ведётся расследование Управлением по борьбе с экономическими преступлениями и противодействию коррупции г. Санкт-Петербурга.